# John James
John Jesse James (født 21. september 1937, død 28. oktober 2024) var en engelsk roer.
James vandt, sammen med John Russell, Hugh Wardell-Yerburgh og William Barry, en sølvmedalje for Storbritannien i firer uden styrmand ved OL 1964 i Tokyo. I finalen blev briterne kun besejret af Danmark, der vandt guld, mens USA's båd fik bronze. Det var det eneste OL han deltog i.

## OL-medaljer
- 1964:  Sølv i firer uden styrmand